# Cyanidium
Cyanidium, rod crvenih algi iz porodice Cyanidiaceae, dio reda Cyanidiales. Postoje tri priznate slatkovodne vrste, jedna živi u špiljama (C. chilense).

## Vrste
1. Cyanidium caldarium (Tilden) Geitler
2. Cyanidium chilense Schwabe
3. Cyanidium maximum (O.Yu.Sentsova) F.D.Ott